# Nuno Fernandez de Mirapeixe
Nuno Fernandez de Mirapeixe, o Monio Fernandez de Mirapeixe (fl. XIII secolo), è stato un trovatore, attivo all'inizio del XIII secolo.
Non si conosce quasi nulla della sua vita, tranne forse il fatto che fosse di origine catalana. È autore di due cantigas de amor.  